# Königsmark
Königsmark este o comună din landul Saxonia-Anhalt, Germania.